# Колосальний (сорт каштана)

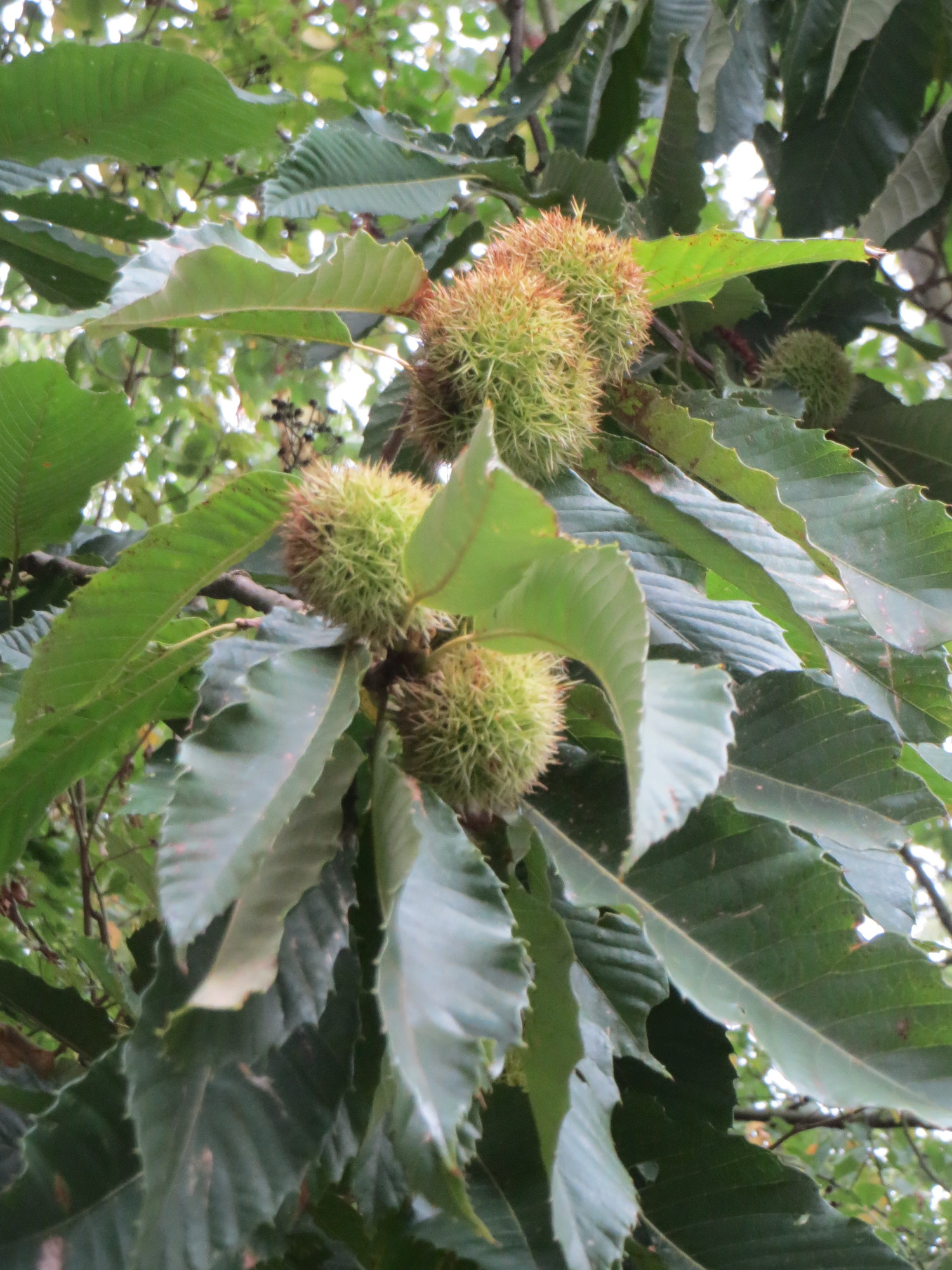
Каштанові плюски

Сорт каштана Колосальний  (Colossal) походить із центральної долини Каліфорнії, США. Це гібрид каштана європейського (Castanea sativa) і каштана японського (Castanea crenata) (Castanea sativa × Castanea crenata). Морозостійкий (до -29 °C). Дерево скоро зацвітає, має стерильний пилок. Колосальний чутливий до грибкових захворювань як Cryphonectria parasitica і кореневої гнилі, спричиненої такими грибками як Phytophthora cinnamomi . На початку минулого століття ці грибки спричинили масову загибель (епіфітотію) каштана американського (Castanea dentata). Знищена майже вся популяція, приблизно 40 мільярдів дерев.

## Походження
Цілком імовірно, що Колосальний («Colossal») був саджанцем одного з високоякісних французьких сортів каштана європейського (Castanea sativa), запиленого азійським деревом (Castanea crenata). Дерево та його запилювач були висаджені приблизно в 1888-1890 роках Бенджаміном Тонеллою в Невада-Сіті, штат Каліфорнія . Найвірогідніше, дерево походить з розсадника Баррен-Гілл Фелікса Жилле. Він імпортував деякі з найкращих французьких, японських сортів каштана. У 2000 році перше, оригінальне, «колосальне» дерево було заввишки понад 20 метрів, 15 метрів у промірі і окружністю стовбура, що наближалася до 4,3 метра.

## Особливості
Ріст дерев інтенсивний, але деревина дещо слабка. Повідомляється, що розлогі гілки з рясними плодами є крихкими й можуть зламатися під час достигання або при сильному вітрі . Гібрид має крупні горіхи, до 25 грамів вагою, з високим вмістом цукрози. Кількість зав'язей найбільша, коли в час період цвітіння продукується достатньо пилку. Щеплені дерева можуть почати плодоносити в молодому віці протягом перших кількох років після пересадки. Зазвичай у плюсці - 3 плоди. Оболонка (шкірка) горіхів товста. Сирими їх можна споживати протягом 90 днів, оскільки довше горіхи погано зберігаються. У центральній долині Каліфорнії за ідеальних умов "колосальні" каштани можуть давати п'ять тонн горіхів з гектара. Через раннє розпускання бруньок пізні весняні заморозки можуть пошкодити листя та бруньки.